# Aerogaviota
Aerogaviota ist eine staatliche Fluggesellschaft Kubas mit Sitz in Havanna und Basis auf dem Aeropuerto Internacional José Martí. Sie gehört zur von der zur kubanischen Armee gehörenden GAESA-Holding  gemanagten Gaviota-Gruppe.

## Geschichte
Aerogaviota wurde 1994 insbesondere für den Transport von Militärangehörigen und Touristen gegründet.

## Flugziele
Aerogaviota bietet regelmäßige kubanische Inlandsverbindungen zwischen Baracoa, Cayo Largo del Sur, Havanna und Varadero an. Zusätzlich werden Charter- und Rundflüge in Kuba angeboten.

## Flotte

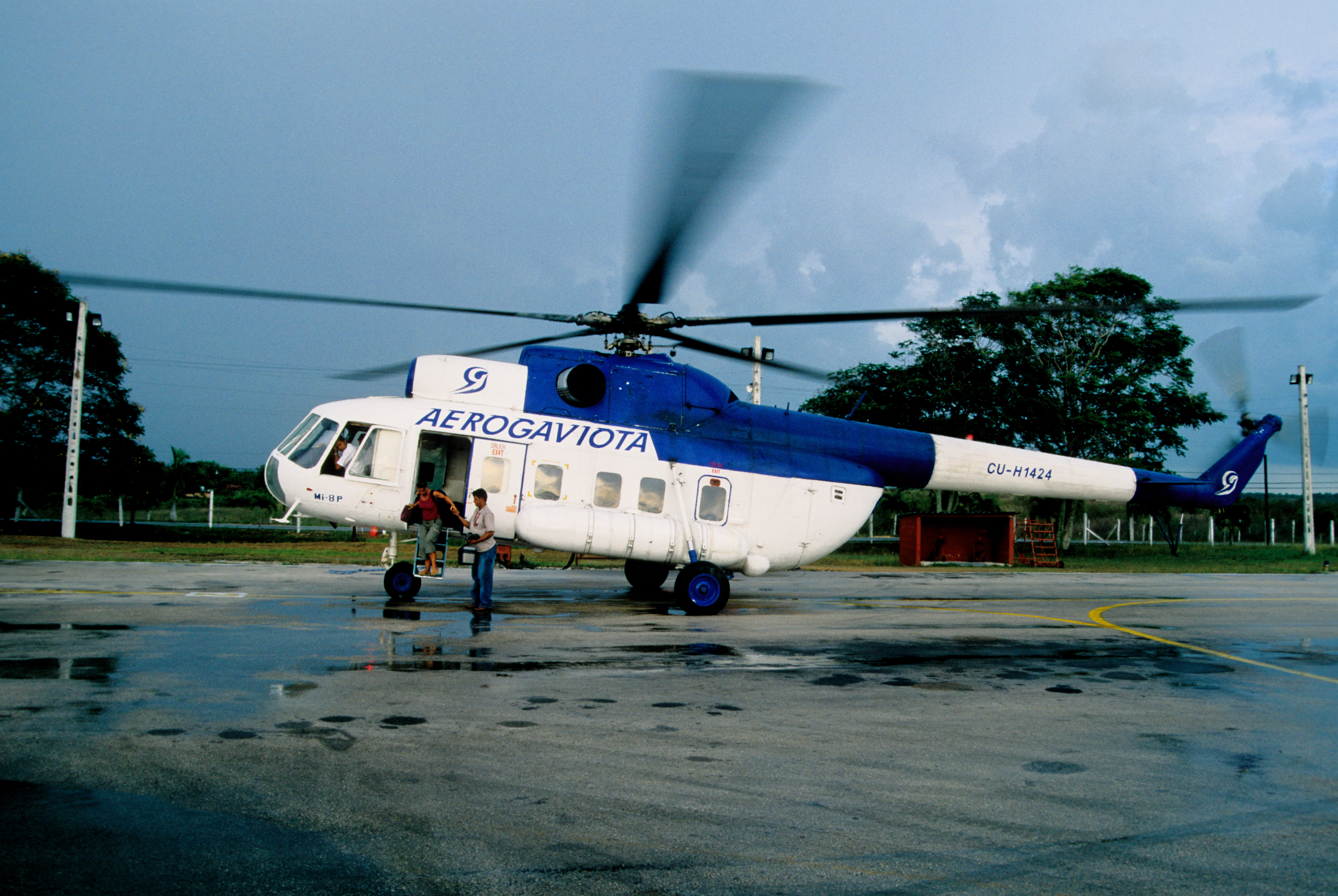
Mil Mi-8P der Aerogaviota

### Aktuelle Flotte
Mit Stand Dezember 2022 besteht die Flotte der Aerogaviota aus 4 Flugzeugen mit einem Durchschnittsalter von 20,8 Jahren.
| Flugzeugtyp | Anzahl | bestellt | Anmerkungen                                          |
| ----------- | ------ | -------- | ---------------------------------------------------- |
| ATR 42-500  | 4      |          | 1 über Cubana betrieben für die kubanische Regierung |
| Gesamt      | 4      | 0        |                                                      |

### Ehemalige Flugzeugtypen
Im Laufe ihres Bestehens betrieb Aerogaviota auch folgende Flugzeugtypen:
- Antonow An-24
- Antonow An-26
- Antonow An-30
- ATR 42-300
- Jakowlew Jak-40K
- Mil Mi-8
- Mil Mi-17

## Zwischenfälle
- Am 29. April 2017 verunglückte eine Antonow AN-26 (Luftfahrzeugkennzeichen CU-T1406) mit acht Personen an Bord, darunter auch Mitglieder der kubanischen Streitkräfte. Alle kamen dabei ums Leben. Die Maschine prallte, vom am westlichen Stadtrand Havannas gelegenen Flugplatz Playa Baracoa (Municipio Bauta) kommend, gegen den rund 70 km von der Hauptstadt entfernten Berg Loma de la Pimienta im Municipio Candelaria.[4][5] Unfallauslöser war ersten Spekulationen zufolge eventuell ein Motorschaden.[6][7]